# Jean-Loup Rouyer
Jean-Loup Rouyer (Remiremont, 4 agosto 1945 – Parigi, 28 dicembre 2007) è stato un tennista francese.

## Carriera
Rouyer disputò tutte le quattro prove del Grande Slam, giungendo quattro volte ai sedicesimi di finale. Nel 1974, anno della sua ultima partecipazione al Roland Garros, fu eliminato al terzo turno con il punteggio di 4-6, 2-6, 0-6 dallo svedese Björn Borg, futuro vincitore del torneo e unico top 10 da lui affrontato in carriera nell'era Open. Nell'edizione 1969 del torneo di Wimbledon fu sconfitto in due lunghissime battaglie. La prima nel secondo turno del torneo di singolare contro il danese Jan Leschly, con cui si arrese al 62º gioco con il punteggio di 6-4, 22-20, 6-4. Nel torneo di doppio maschile, al fianco del connazionale Pierre Darmon, si arrese alla coppia cecoslovacca formata da Jan Kodeš e Jan Kukal con il punteggio di 4-6, 5-7, 20-18, 6-4, 9-7, dopo 86 game.
Nel 1970 Rouyer rappresentò la nazionale francese di Coppa Davis disputando tre incontri di doppio insieme a Jean-Baptiste Chanfreau, con Svizzera, Austria e Spagna. Vinse contro gli svizzeri Dimitri Sturdza e Matthias Werren e gli austriaci Hans Kary e Peter Pokorny, raggiungendo gli ottavi di finale (semifinale della Zona B europea).
Ad agosto del 1969, a ridosso degli US Open, sugli storici e leggendari campi di Chesnut Hill, disputò gli U.S. Pro Tennis Championships, torneo iscritto al circuito amatoriale dove disputò, stavolta con esito vincente, altri due incontri con punteggi lunghissimi: al secondo turno contro lo statunitense Brian Cheney, battuto per 16-14, 4-6, 15-13 e, sempre al secondo turno, nel torneo di doppio maschile in coppia con il connazionale Jean-Baptiste Chanfreau, contro i sudafricani Rauty Krog e Terry Ryan, sconfitti con il punteggio di 7-9, 19-17, 6-2.
Nel 1971 raggiunse i quarti nei Grand Prix di Catania (vittorie su Nicholas Kalogeropoulos e Vladimír Zedník) e Eastbourne (forfait di Jan Kodes e Manuel Orantes e vittoria su Ian Fletcher). A maggio del 1972, al secondo turno degli Internazionali d'Italia, sconfisse per 7-6, 0-6, 6-2 lo statunitense Stan Smith, considerato al termine di quella stagione nº 1 del mondo da tutti gli specialisti, in assenza di un sistema di calcolo computerizzato del ranking mondiale. Sempre nel 1972 Rouyer arrivò ai quarti di finale al torneo di Gstaad, dove fu eliminato in due set dall'italiano Adriano Panatta, dopo avere eliminato il sudafricano Pat Cramer e il cecoslovacco Jan Kukal.
Il 7 marzo del 1969, al Centennial Invitational Indoor che si disputava in California, a Lodi, dove era testa di serie nº 3, Rouyer sconfisse in finale la testa di serie nº 1, lo statunitense Whitney Reed, miglior giocatore americano nel 1961, con il punteggio di 4-6, 6-4, 6-4.
Rouyer morì il 28 dicembre del 2007.

### Titoli in singolare maschile (4)
| N° | Data       | Sede del torneo                              | Superficie | Finalista        | Punteggio     |
| -- | ---------- | -------------------------------------------- | ---------- | ---------------- | ------------- |
| 1  | 14/07/1966 | Palaiseau                                    | ?          | Yves Christiaen  | 3-6, 6-4, 6-0 |
| 2  | 23/02/1969 | Stockton "San Joaquin County Challenge Cup"  | Cemento    | Eugene T. Cantin | 11-9, 6-3     |
| 3  | 07/03/1969 | Lodi Centennial Invitational Indoor          | Sintetico  | (1) Whitney Reed | 4-6, 6-3, 6-4 |
| 4  | 23/03/1969 | Modesto SWIM & R.C. Invitation (San Joaquin) | ?          | Eugene T. Cantin | 6-3, 5-7, 6-3 |